# جيري جولي
جيري جولي هو مغن مؤلف كندي، ولد في يوليو 1934 في هاوكيسبيري في كندا، وتوفي في 29 ديسمبر 2008 في كيبك في كندا بسبب تليف رئوي.